# Île Bryer
Pour les articles homonymes, voir Bryer.
L'île Bryer est une île française de l'archipel des Kerguelen située dans la Baie du Morbihan, en Antarctique.